# Resolutie 47 Veiligheidsraad Verenigde Naties
Resolutie 47 van de Veiligheidsraad van de Verenigde Naties werd op 21 april 1948 aangenomen. Er werd over elke paragraaf apart gestemd. India en Pakistan moesten zich terugtrekken uit Kasjmir om de vrede er te herstellen. Vervolgens moest India, waartoe het gebied behoorde, er een volksraadpleging organiseren over de toekomst van de regio.

## Achtergrond
De VN-Veiligheidsraad besloot een commissie op te richten die het conflict van India met Pakistan over de regio Kasjmir moest gaan onderzoeken.
Op 23 april besliste de Veiligheidsraad met zeven stemmen voor tegen vier onthoudingen België en Colombia aan de VN-Commissie voor India en Pakistan toe te voegen.
De commissie bemiddelde tussen India en Pakistan en op de eerste dag van 1949 werd een staakt-het-vuren bereikt. Er bleef echter onenigheid over de demilitarisatie en op het einde van het jaar verklaarde de commissie te hebben gefaald. Ook de gevraagde volksraadpleging is nooit gehouden.

## Inhoud
De Veiligheidsraad:
- Heeft de klacht van India over Kasjmir ontvangen.
- Heeft de verklaringen en antwoorden hierop van de Indiase en Pakistaanse VN-vertegenwoordigers gehoord.
- Is ervan overtuigd dat het herstel van de vrede en orde in Kasjmir essentieel is en dat India en Pakistan de gevechten moeten stoppen.
- Is tevreden dat India en Pakistan vinden dat de kwestie met een vrije en onpartijdige volksraadpleging moet worden opgelost.
- Denkt dat de verderzetting van het conflict de internationale vrede en veiligheid (de taken van de Veiligheidsraad) in gevaar brengt.
- Bevestigt resolutie 38.
- Besluit de opgerichte commissie uit te breiden tot vijf leden.
- Deze commissie moet meteen naar de regio vertrekken om te bemiddelen.
- Raadt India en Pakistan volgende maatregelen aan om de gevechten te stoppen en de volksraadpleging met de vraag of Kasjmir bij India of Pakistan moet horen te organiseren:

### A. Herstel van de vrede en orde
1. Pakistan moet:
a. Alle Pakistanen weghalen die niet thuishoren in Kasjmir.
b. Bekendmaken dat deze resolutie geldt voor iedereen, ongeacht klasse of politieke overtuiging.
2. India moet:
a. Als de terugtrekking (hoofdstuk A paragraaf °1 punt a) begonnen is, zijn eigen troepen beginnen weg te halen totdat het minimum overblijft dat nodig is om de orde te handhaven.
b. De geleidelijke terugtrekking en elke stap hierin aankondigen.
c. Het minimumaantal troepen dat overblijft:
i. Mag de bevolking niet intimideren.
ii. Moet zo klein mogelijk zijn.
iii. Moet reservetroepen in diens bases houden.
3. India moet zijn troepen in met de Administratie van de Volksraadpleging (paragraaf °8) afgesproken gebieden blijven.
4. Voor de ordehandhaving moet India zo veel mogelijk lokaal personeel inzetten.
5. Als dat niet volstaat, moeten de regeringen van India en Pakistan overeenstemming bereiken over bijkomende troepen.

### B. Volksraadpleging
1. India moet alle politieke strekkingen volwaardig betrekken bij de organisatie van de volksraadpleging.
2. India moet in Kasjmir een Administratie van de Volksraadpleging opzetten die het referendum moet houden.
3. Deze Administratie moet zodanig zijn samengesteld dat een eerlijke en onpartijdige volksraadpleging mogelijk is.
4. India moet troepen leveren als deze Administratie dat vraagt.
5. a. Een door secretaris-generaal Trygve Lie aangewezen persoon moet deel uitmaken van deze Administratie.
b. De Administratie mag zelf assistenten kiezen en regels opstellen.
c. India moet erop toezien dat gekwalificeerde personen worden aangeduid in het rechtssysteem van Kasjmir om zaken te behandelen die voor het referendum van belang zijn.
d. De bepalingen van de Administratie moet door de VN en India overeengekomen worden.
e. De Administratie moet rechtstreeks contact kunnen hebben met de overheden van Kasjmir, India en Pakistan en de VN-onderzoekscommissie.
6. India moet de Administratie tegen bedreigingen of beïnvloedingen beschermen.
7. India moet bekendmaken dat iedereen, ongeacht stand of overtuiging, vrij mag stemmen, spreken, vergaderen en reizen.
8. India en de overheid van Kasjmir moeten hun best doen om Indiërs die niet in Kasjmir thuishoren er weg te halen.
9. India moet zorgen dat Kasjmir al zijn politieke gevangenen vrijlaat en:
a. Vluchtelingen toelaten terug te keren.
b. Niemand tot slachtoffer maken.
c. Minderheden beschermen.
10. De VN-commissie moet na de volksraadpleging aan de Veiligheidsraad laten weten of deze eerlijk en onpartijdig is verlopen.

### C. Algemene bepalingen
1. India en Pakistan moeten elk worden uitgenodigd een afgevaardigde naar de VN-commissie te sturen als zij die nodig heeft voor haar taken.
2. De commissie moet waarnemers naar Kasjmir sturen.
3. De Veiligheidsraad moet de taken die hem in deze resolutie zijn opgelegd uitvoeren.

Lijst ·  38 ·  39 ·  40 ·  41 ·  42 ·  43 ·  44 ·  45 ·  46 ·  47 ·  48 ·  49 ·  50 ·  51 ·  52 ·  53 ·  54 ·  55 ·  56 ·  57 ·  58 ·  59 ·  60 ·  61 ·  62 ·  63 ·  64 ·  65 ·  66